# Габилондо, Иньяки
Инья́ки Габило́ндо (исп. Iñaki Gabilondo; полное имя Хосе́ Игна́сио Габило́ндо Пужо́ль, исп. José Ignacio Gabilondo Pujol; род. 19 октября 1942, Сан-Себастьян) — испанский журналист. Старший брат политика и философа Анхеля Габилондо.
Родился в многодетной семье мясника. Габилондо начал свою карьеру в 1963 году на радиостанции Radio Popular, в 1969 году был назначен директором радио Сан-Себастьяна. Спустя два года Габилондо возглавил новостной отдел телекомпании Cadena SER в Севилье. Занимал ряд руководящих постов на различных каналах испанского телевидения, сам вёл новостные программы. В 2010 году мэтр испанской журналистики работал на испанском канале CNN+ и вёл ток-шоу Hoy.